# Jacques Rivelaygue
Jacques Rivelaygue, né le 28 mai 1936 et mort le 26 mai 1990, est un philosophe, historien de la philosophie et universitaire français, qui a enseigné la philosophie à l'université Paris IV.

## Parcours et engagements
Ancien élève de l'École normale supérieure (1956), il fut pensionnaire de la Fondation Thiers, puis maître-assistant à l'université Paris IV. 
Spécialiste de philosophie allemande. Traducteur de Schelling et de Kant. 
Il a été secrétaire de la revue Les Études philosophiques de 1970 à 1983 . 
Selon Jean-Pierre Osier, Jacques Rivelaygue n'était « ni un idéologue, ni un penseur de salon, mais un militant, résolument engagé dans la lutte anti-colonialiste ».

## L'enseignement de la philosophie allemande
Luc Ferry évoque son ancien professeur, rencontré la première fois à Censier en 1969 : 

« Il parvenait à rendre les débats qui opposent Fichte, Schelling, Hegel ou Hölderlin plus limpides et plus importants que tout ce que nous pouvions lire dans la littérature contemporaine »

— Préface de Luc Ferry à Leçons de métaphysique allemande tome I,  de J. Rivelaygue
.
Jean-Pierre Osier reconnaît également à Jacques Rivelaygue un « talent de pédagogue qui, épanoui à l'École normale supérieure, s'exerçait discrètement, mais avec une efficacité indélébile sur la communauté de ses étudiants » .

## Famille
Jacques Rivelaygue est le beau-frère de Dominique Janicaud.

## Œuvres
- Jacques Rivelaygue, Leçons de métaphysique allemande, t. 1 : De Leibniz à Hegel, préface de Luc Ferry, Paris, Grasset, coll. « Le Collège de philosophie » (dirigée par Luc Ferry et Alain Renaut) 1990, (Nouv. éd., Paris, Le Livre de Poche, coll. « Biblio Essais », 2002, no 4341).
- Jacques Rivelaygue, Leçons de métaphysique allemande, t. 2 : Kant, Heidegger, Habermas, préface d’Alain Renaut, Paris, Grasset, coll. « Le Collège de philosophie » (dirigée par Luc Ferry et Alain Renaut), 1992, (Nouv. éd., Paris, Le Livre de poche, coll. « Biblio Essais », 2002, no 4342).
- Jacques Rivelaygue, contribution dans Le Problème de l'Histoire dans Être et Temps, "Être et Temps de Martin Heidegger", (collectif) Questions de méthode et voies de recherche, SUD 1989 (ISBN 2864461058) édité erroné (BNF 35026983).
- Jacques Rivelaygue,  Contribution dans, Franz Rosenzweig, "Franz Rosenzweig et l'idéalisme allemand", Les Cahiers de la nuit surveillée, n°1, 1982
- Jacques Rivelaygue, Rousseau,, Paris, FDD Marcel Didier,  Miroir de la critique, 1970
- Traductions : - F.W. Schelling, Bruno ou Du principe divin et naturel des choses, Paris, L'Herne, 1987) - Emmanuel Kant "(Lettres à Lambert et à Mendelssohn" ; "Lettres et fragments" "; Lettres à Fichte" ; "Lettre à Tieftrunk" ; "Déclaration à l'égard de la doctrine de la science de Fichte" ;" Sur la question mise au concours de l'Académie royale des Sciences pour l'année 1791" : "Quels sont les progrès réels de la métaphysique en Allemagne depuis le temps de Leibniz et de Wolff ?" ; Prolégomènes à toute métaphysique future qui pourra se présenter comme science ; "Lettre à Christian Garve" ; "Lettre à Reinhold" ; "Lettre à Reinhold et à Herz",  Emmanuel KANT, Œuvres philosophiques, Paris,  Gallimard, nrf, La Pléiade, tomes I, II, III, 1985